# Franz Deutschinger

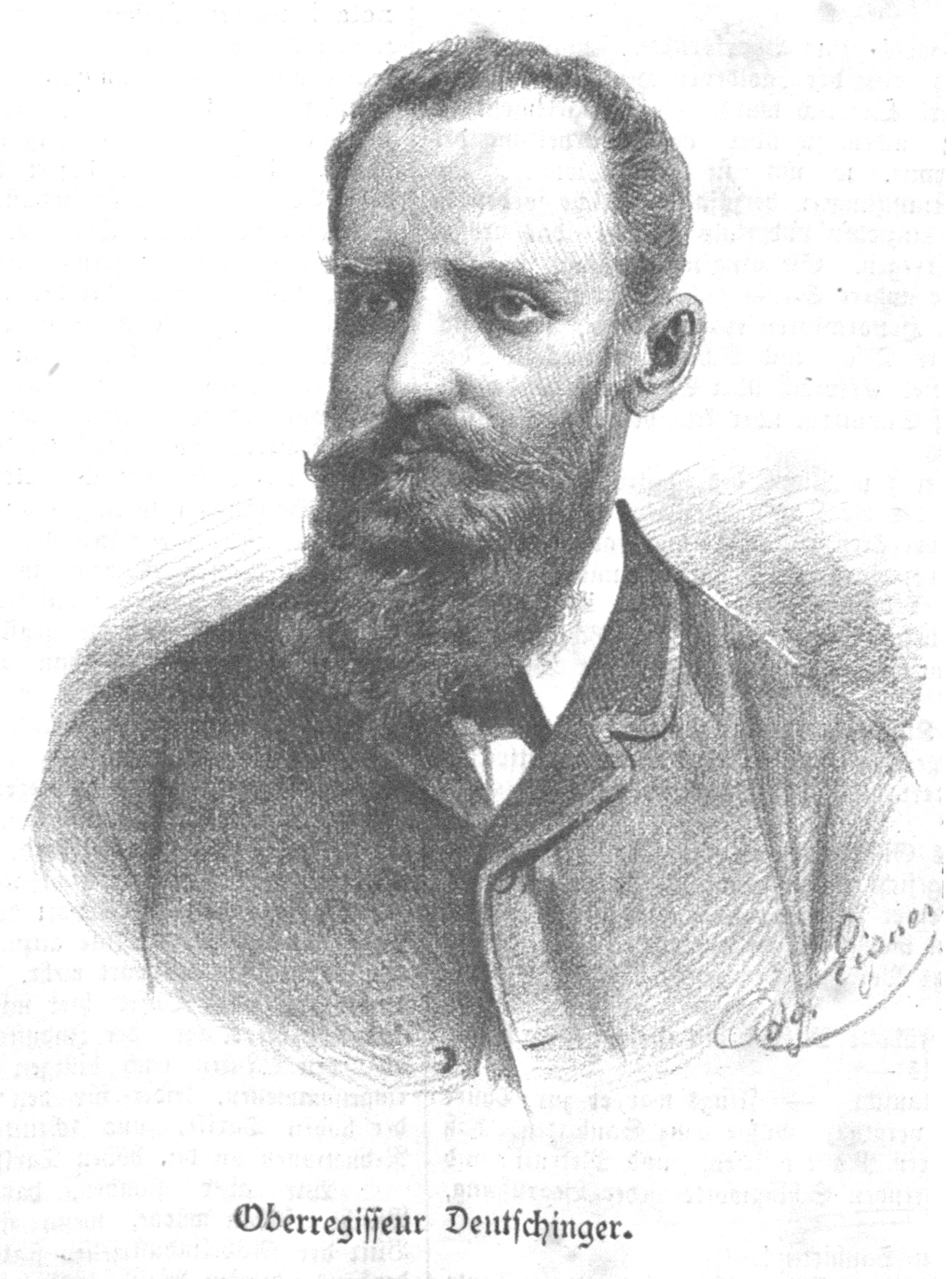
Franz Deutschinger im Jahre 1885

Franz Deutschinger (13. Dezember 1834 in Wien – 22. März 1908 in Wiesbaden, Deutsches Reich) war ein österreichischer Theaterschauspieler und -intendant.

## Leben
Er debütierte in Riga, ging dann nach Würzburg, Bremen, war von 1864 bis 1871 in Leipzig, 1871 bis 1872 in Homburg, 1872 bis 1876 in Rostock, 1876 bis 1880 in Mainz als Charakterspieler tätig und arbeitete danach als Theaterdirektor bzw. -leiter, so unter anderem am Theater Augsburg von 1886 bis 1887.

## Schüler (Auswahl)
- Robert Garrison, Hans Gelling, Hugo Werner-Kahle